# ハゲタカ (2018年のテレビドラマ)
『ハゲタカ』は、テレビ朝日系の「木曜ドラマ」枠で2018年7月19日から9月6日まで毎週木曜日21時 - 21時54分に放送された日本のテレビドラマ。全8回。作家・真山仁の経済小説『ハゲタカ』シリーズを原作とし製作された実写映像化作品。主演は綾野剛。

## 登場人物

### ホライズンジャパン・パートナーズ
鷲津政彦
演 - 綾野剛
外資系投資ファンド「ホライズンジャパン・パートナーズ」代表取締役。のちにアランの裏切りでホライズンを解雇されるが、自分を慕って退職したリンや佐伯、中延らと共に《サムライファンド》を設立する。
かつて追い詰められた末に自害した父の行為がある種の行動原理ともなっている様で、企業買収や債権回収等で追い詰められて絶望したり会社の惨状を諦観する人間に対しては「貴方はまだ、生きている」と諭し、その状況を自らの手で抜け出して再起する様に促す。
アラン・フジタ
演 - 池内博之
社員。アメリカ育ちの日系アメリカ人。鷲津の右腕。のちに実利のみを重んじない鷲津のやり方に業を煮やし、本社に密告して鷲津をホライズンから追放。その後釜としてホライズンジャパンの新社長に就任の後は、鷲津の方針を徹底的に否定して出資先の見直しなどを断行するが、そのことが原因でホライズンを解雇された。その後、鷲津にプラザグループの不正に関するデータを渡す。その際、鷲津からサムライファンドに来ないかと誘われるが、断った。
2018年には「ウォードキャピタル」代表となり、帝都重工と提携し、スペース・フロンティア・ジャパンに出資を決める。
リアム・ジェームス
演 - カイル・カード
社員。
リン・ハットフォード
演 - 太田緑ロランス
社員。原作とは違い、公私共に鷲津と対等な立場のパートナーという描写はない。鷲津を追放したアランに反発し、ホライズンを退社。鷲津についていく。
佐伯宗徳
演 - 杉本哲太
社員。日本政財界に精通している。鷲津を追放したアランに反発し、ホライズンを退社。鷲津についていく。鷲津の退社後は、サムライファンドの社長に就任する。
中延五朗
演 - 光石研
社員。不動産取引のエキスパート。鷲津を追放したアランに反発し、ホライズンを退社。鷲津についていく。

### 三葉銀行
芝野健夫
演 - 渡部篤郎
資産流動化開発室室長。
家庭を犠牲にする形で汚れ役的に任された仕事をこなしていたが、二回にわたる鷲津との対決を経て銀行の暗部を直視させられ、アルコール中毒に苛まれ心を病んでいく妻を助けてやり直したいという思いを強くした結果、退職。その後企業再生のスペシャリストとして数々の企業を再生させているが、容赦ないリストラを推進するやり方から「首切り屋」などと揶揄されてもいる。友人である諸星社長の招聘で、あけぼのの再生担当執行役員に就任する。
宮部みどり
演 - 佐倉絵麻
資産流動化開発室メンバー。
大伴和彦
演 - 飯田基祐
金融戦略部メンバー。
迫下平吉
演 - 国広富之
常務取締役。
飯島亮介
演 - 小林薫
常務取締役。バルクセールをオークションで仕切ろうとするが、芝野のせいにした。
三葉の「大番頭」として、汚れ仕事を一手に引き受ける存在。その中で、かつて鷲津の父を陥れて自殺に追いやり、その直接の担当者が芝野であったとする等などの工作を行っていたことを鷲津に暴かれた末に失脚した。
その後、日本ルネッサンス機構の特別顧問に就任。のちに鷲津の要望により、鷲津と望月総理を引き合わせた。

### 日光みやびホテル
松平貴子
演 - 沢尻エリカ
「クラウンセンチュリーホテル」のフロントマネージャー。留学してホテル経営を学んだ。のちに名門リゾートホテル「日光みやびホテル」の4代目社長に就任する。
松平珠香
演 - 木南晴夏
従業員。貴子の妹。のちに「日光みやびホテル」の副社長に就任する。
松平重久
演 - 利重剛
3代目社長。貴子の父。
松平華
演 - 水野久美
2代目社長の妻。貴子の祖母。
松平寿
演 - 池田良
元副支配人。珠香の元夫。
財津幸助
演 - 久保酎吉
サービス長。

### ファインTD
滝本誠一郎
演 - 高嶋政伸（第4話 - 第6話）
PCメーカー「ファインTD」代表取締役。一代でファインを大企業へと成長させたカリスマ経営者とも称され、業績拡大の為には手段を選ばない強気な性格。
米国の巨大軍需産業ファンド《プラザ・グループ》を後ろ盾とした豊富な資金力を持ち、プラザの意向であけぼのの持つレーダー技術を手に入れるべく同社の買収を画策。鷲津と対立する。
海野玲香
演 - 伊藤ゆみ
滝本の秘書。
川藤道広
演 - 中林大樹
「ファインTD」社員。滝本の側近。

### あけぼの
諸星恒平
演 - 筒井道隆
総合電機メーカー「あけぼの」社長。再生担当執行役員に招聘した芝野とは大学の同期。
新見哲平
演 - 竜雷太（特別出演）
会長。
中尾武
演 - 菅原大吉
レーダー開発部部長。

### 帝都重工
真壁達臣
演 - 伊武雅刀
「帝都重工」会長。
嶋田寛子
演 - 峯村リエ
「帝都重工」財務担当常務。

### スペース・フロンティア・ジャパン
天宮光一
演 - 森崎ウィン
「スペース・フロンティア・ジャパン」代表。
桜井加奈
演 - 青野楓
「スペース・フロンティア・ジャパン」広報担当。

### その他
芝野亜希子
演 - 堀内敬子
芝野の妻。
芝野あずさ
演 - 是永瞳（少女期：栗田桃花）
芝野の娘。
西澤則之
演 - 山本學
経協連会長。
花井順平〈享年51〉
演 - 小木茂光
大蔵省本館で割腹自殺した繊維会社「ワープジャパン」社長。鷲津の父。

### ゲスト
第1話
沼田透
演 - 藤本隆宏
三葉銀行の審査役。芝野の同期。
金田大作
演 - 六角精児
鬼怒川の老舗料亭「金色庵」の社長。
第2話
中森瑞恵
演 - かたせ梨乃
寝具メーカー「太陽ベッド」社長。創業者の娘。
中森伸彰
演 - 渡部豪太
「太陽ベッド」役員。瑞恵の息子。
名高悟
演 - 北見敏之
「太陽ベッド」栃木工場工場長。
百瀬和磨
演 - 半海一晃
「太陽ベッド」専務。
青山大輔
演 - 伊藤正之
「太陽ベッド」財務担当常務。
三枝万平
演 - 神尾佑
「アトムファンド」社長。
第6話
加瀬彰一
演 - 堀部圭亮
「クラウンセンチュリーホテル」役員。
望月康夫
演 - 角野卓造
内閣総理大臣。
報道番組キャスター
演 - 大下容子
報道番組「NewsStatellite」キャスター。

## スタッフ
- 原作・原案 - 真山仁『ハゲタカ』、『ハゲタカⅡ』（講談社文庫） ※原案がクレジットされたのは第7話以降
- 脚本 - 古家和尚
- 音楽 - 富貴晴美
- 主題歌 - Mr.Children「SINGLES」 (TOY’S FACTORY)[8]
- ナレーション - 小手伸也
- 投資事業指導 - 山本礼二郎
- 経済監修 - 田中博
- 銀行指導 - 江川行一
- 会計書類指導 - 岸利行
- 監督・演出 - 和泉聖治（監督）、田村直己・近藤一彦・星野和成（演出）
- ゼネラルプロデューサー - 内山聖子（テレビ朝日）
- プロデューサー - 中川慎子 （テレビ朝日）、下山潤（ジャンゴフィルム）
- 制作協力 - ジャンゴフィルム
- 制作著作 - テレビ朝日

## 放送日程
| 各話                                                                         | 放送日  | 章    | ラテ欄                                            | 監督     | 視聴率 |
| ---------------------------------------------------------------------------- | ------- | ----- | ------------------------------------------------- | -------- | ------ |
| 第1話                                                                        | 7月19日 | 第1章 | 巨大銀行を1円で買い叩く男!?                       | 和泉聖治 | 11.9%  |
| 第2話                                                                        | 7月26日 | 第1章 | 借金480億 華麗なる老舗メーカー一族を買い叩け…!!   | 和泉聖治 | 11.3%  |
| 第3話                                                                        | 8月02日 | 第1章 | VS大銀行!! 創業100年名門ホテルを買い叩け!         | 和泉聖治 | 10.4%  |
| 第4話                                                                        | 8月09日 | 第2章 | 史上最大の買収劇…社員1万人!! リストラを阻止せよ   | 和泉聖治 | 09.6%  |
| 第5話                                                                        | 8月16日 | 第2章 | 腐った社長を買い叩け! 990円の逆転宣告!!           | 田村直己 | 09.9%  |
| 第6話                                                                        | 8月23日 | 第2章 | VS.ハイエナ 総理の秘密を買う!?                    | 近藤一彦 | 09.5%  |
| 第7話                                                                        | 8月30日 | 第3章 | 最終章!! 〜データ偽装、報復人事 不祥事は許さない! | 近藤一彦 | 08.8%  |
| 最終話                                                                       | 9月06日 | 第3章 | さらば! 天才買収者!! 9万人の命を救え…!            | 星野和成 | 11.1%  |
| 平均視聴率 10.3%（視聴率はビデオリサーチ調べ、関東地区・世帯・リアルタイム） |         |       |                                                   |          |        |

- 第1話と最終話は、21時 - 22時9分の15分拡大放送。
- 第2話は、21時 - 22時4分の10分拡大放送。
- 第4話は、直前の「2018年パンパシフィック水泳選手権」中継（19時 - 21時）との接続はステブレレスとなった。

## 原作との違い
鷲津がホライズンジャパン・パートナーズを解雇された時の「私はまだ生きている」という第4話の台詞は、綾野の提案でできた原作にはない台詞で、第3章は、原作者の真山が原案を書き下ろしたオリジナルエピソードとなる。

## ドラマ内で行われた主要な行動
ラストルック
内通者が入札価格を漏らし、それを上乗せすることで入札を勝ち取る。
MBO（経営陣買収）
経営陣が株主から自社株式を譲り受けオーナー経営者として独立する。

## ドラマ内のファンド
プラザ・グループ
アメリカ最大の軍需産業ファンド。
日本ルネッサンス機構
政府が産業復興を目的に立ち上げた。